# Starohebrejski jezik
Starohebrejski jezik (ISO 639-3: hbo; drevni hebrejski), izumrli kanaanski jezik koji se između 2000 i 400. prije Krista govorila stara hebrejska plemena. 
Upotrebljava se kao liturgijski jezik, a na njemu je pisana i židovska biblija, תַּנַ"ךְ (tanakh), u kojoj je zapisana povijest židovskog naroda. Najvažniji joj je dio תּוֹרָה tora.

## Vanjske poveznice
- Ethnologue (14th)
- Ethnologue (15th)